# Adinkerke

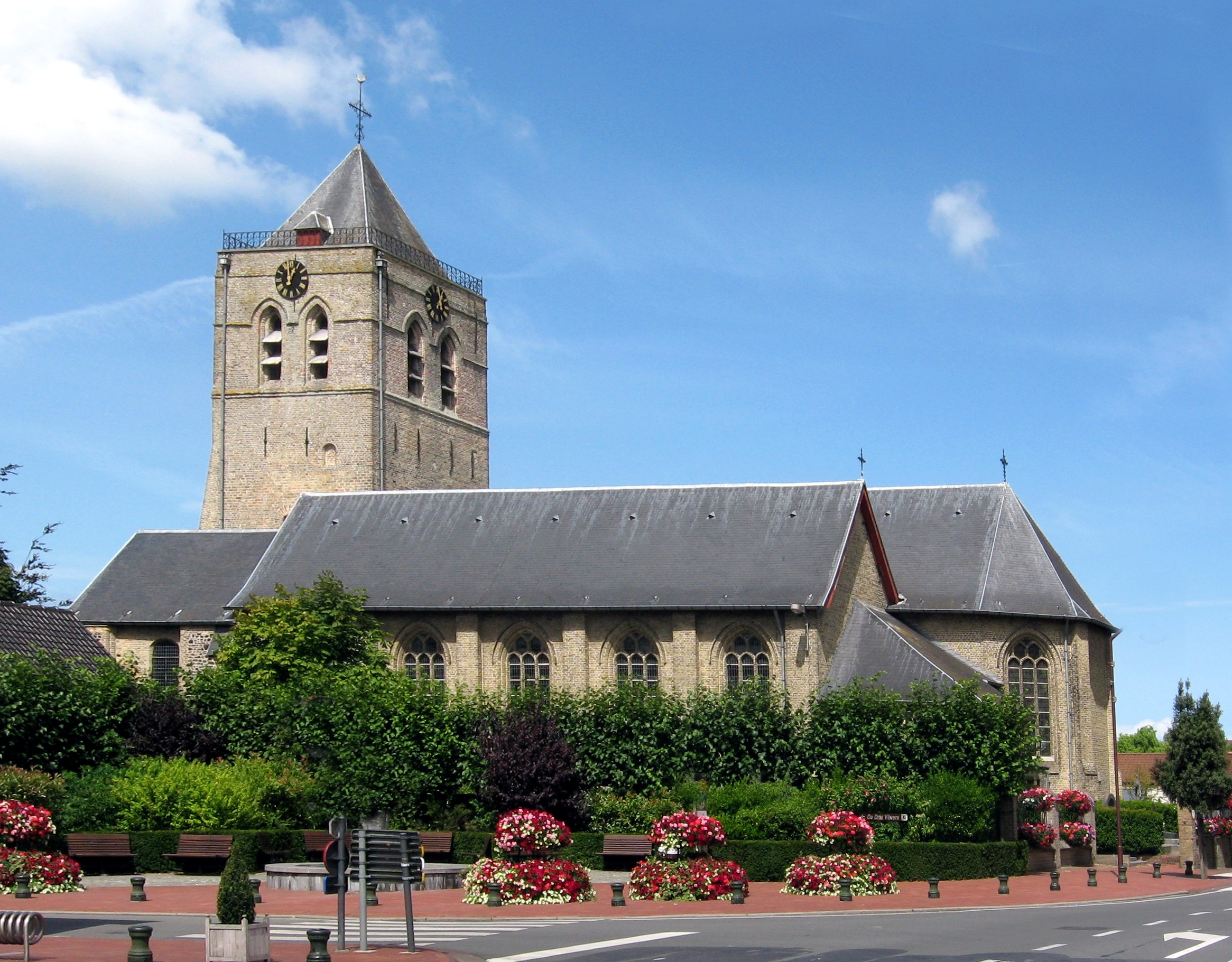
Parochiekerk Sint-Audomarus (dt. Pfarrkirche Sankt Audomar) in Adinkerke. Die Kirche wurde zum ersten Mal im Jahre 1120 erbaut und von Jan van Waasten, Bischof von Thérouanne, geweiht. Sie wurde mehrfach zerstört, nämlich 1580, 1646, 1657 und 1793 und immer wieder aufgebaut. Die heutige Kirche stammt aus dem Jahr 1856.

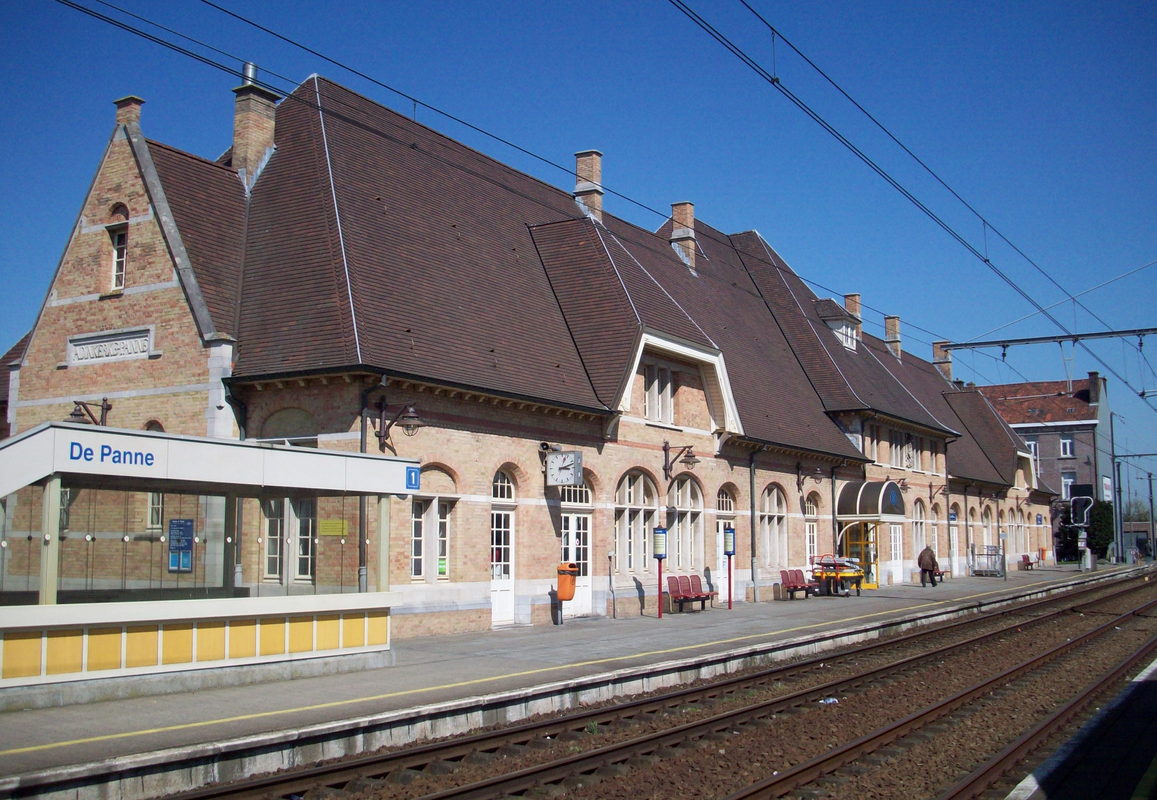
Bahnhof von Adinkerke

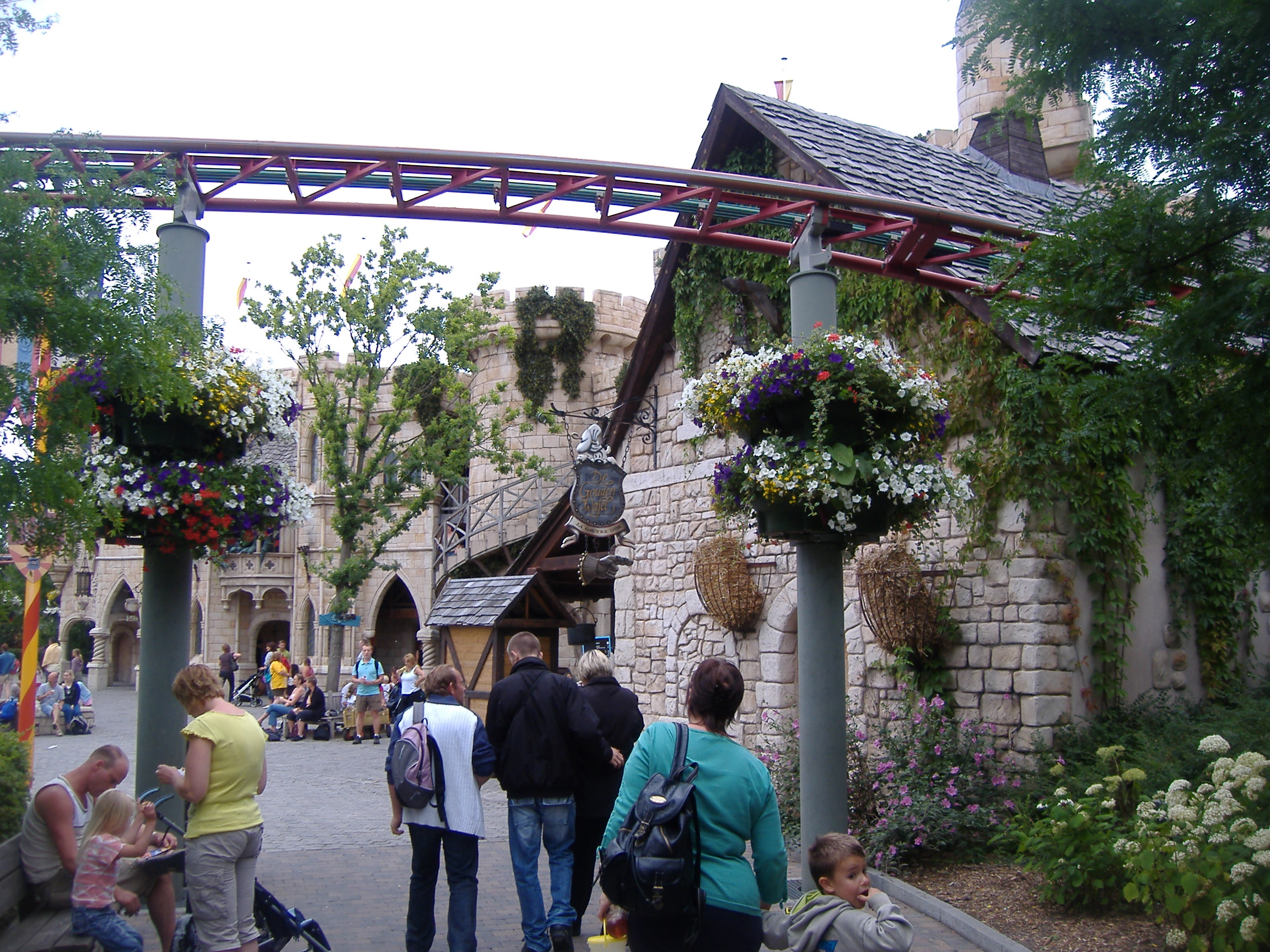
Der Vergnügungspark Plopsaland Belgium

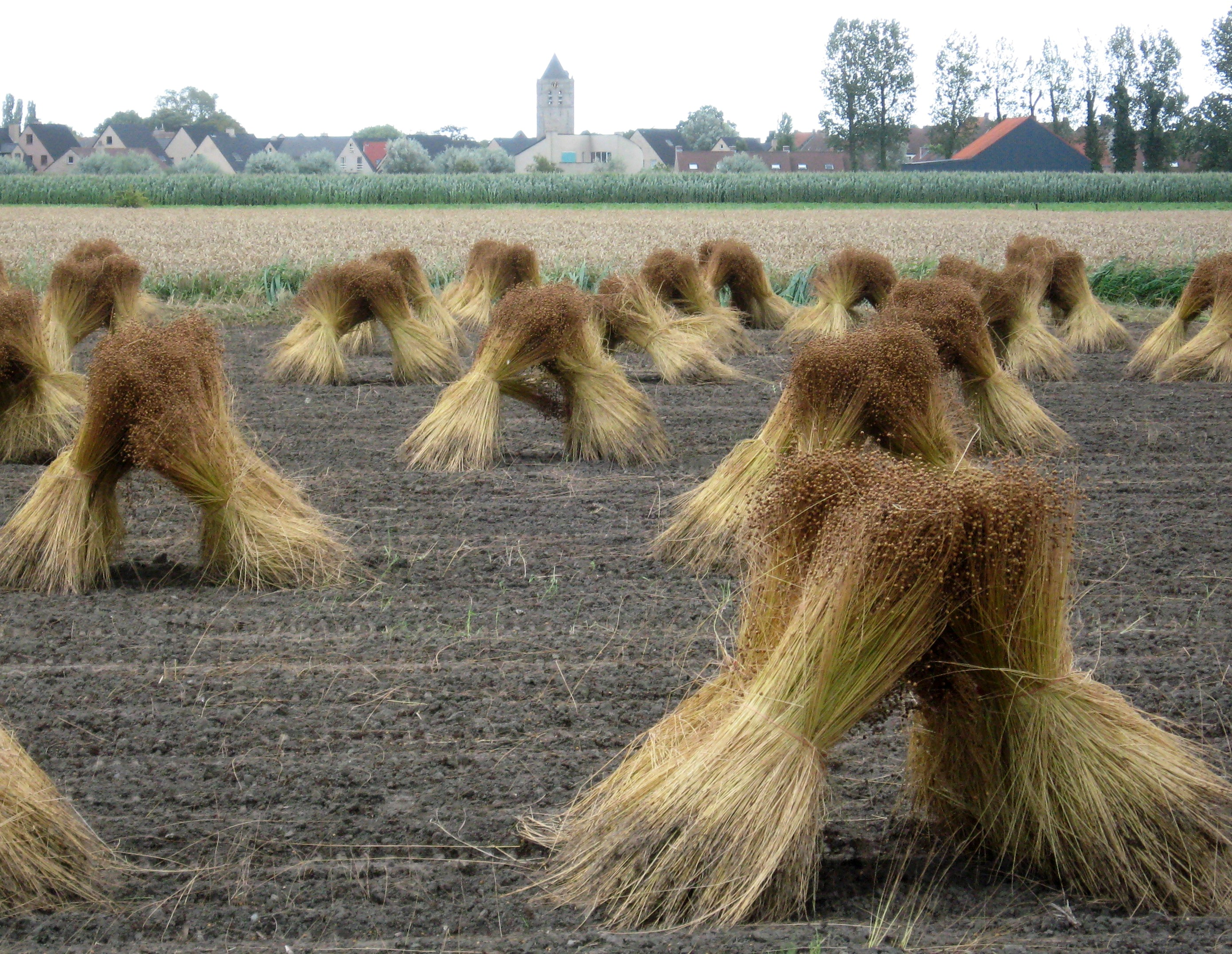
Garben gerauften Flachses auf den Polderflächen von Adinkerke

Adinkerke ist ein belgischer, drei Kilometer südöstlich der Nordseeküste gelegener Ort, der an der Grenze zu Frankreich liegt und heute zum westlichsten belgischen Küstenort De Panne gehört. 2014 hatte der zur Provinz Westflandern gehörende Ort etwa 2500 Einwohner.
Mit De Panne ist Adinkerke durch eine Straße, die Kerkstraat, und eine Straßenbahnlinie verbunden, die den trennenden Dünenwald Calmeynbos in Nord-Süd-Richtung durchschneiden. Bei der Straßenbahnlinie handelt es sich um die Kusttram, die längste Straßenbahnlinie der Welt, welche alle Orte entlang der gesamten belgischen Küste verbindet und die von De Panne aus nach Süden nach Adinkerke verlängert wurde. In Adinkerke ist der Bahnhof und noch weiter südlich der zu Adinkerke gehörende Freizeitpark Plopsaland Belgium angeschlossen.
Über den Bahnhof von Adinkerke kann Frankreich über den französischen Küstenort Bray-Dunes erreicht werden, ebenso wie Brüssel in Richtung Landesinneres.
Über den Kanal Neuwpoort-Dunkerque ist Adinkerke mit Dünkirchen verbunden. Südlich des Kanals verläuft die Landstraße N39, in Frankreich als D 601 zwischen den beiden französischen Nachbarorten von Adinkerke, nämlich dem Küstenort Bray-Dunes und Ghyvelde bis nach Dünkirchen.
Mit Bray-Dunes ist Adinkerke auch durch die N389, in Frankreich weiter als D 60 verbunden, die südlichen des Küstendünengürtels De Westhoek/Dune du Perroquet verläuft.
Eine untergeordnete Straße verbindet Adinkerke auch mit Ghyvelde direkt.
Unmittelbar südlich von Adinkerke verläuft die Europastraße 40 von Belgien nach Frankreich parallel zu dessen Küste bis Calais. Die Abfahrt der E 40 in Adinkerke führt auf die N34, die mitten durch Adinkerke und weiter durch den Dünenwald Calmeynboos nach De Panne führt.
Als erster belgischer Ort, der von der französischen Nordseeküste aus zu erreichen ist, profitiert der Ort von Steuerunterschieden im Bereich der Tabaksteuer zwischen Frankreich und Belgien.

## Geologie
Der Ort liegt überwiegend im Bereich der fruchtbaren Polder. Nur zwischen Adinkerke und Ghyvelde verläuft ein etwa 500 Meter breiter, 5000 Jahre alter Dünengürtel, der im belgischen Teil mit dem Namen Cabourduinen benannt wird, in Frankreich mit der Bezeichnung Fossile Dünen von Ghyvelde.

## Geschichte
Die älteste bisher aufgefundene menschliche Siedlung in Adinkerke geht auf das 5. Jahrhundert vor Christus zurück. Auch aus der Römerzeit haben sich Spuren gefunden. Am Ende des 7. Jahrhunderts in der Zeit der Merowinger entstand eine blühende Siedlung, die auch in der Zeit der Karolinger weiterbestand. Ungeklärt ist, ob sich die Siedlung dem in schriftlichen Quellen überlieferten Namen Isera Portus zuordnen lässt.
Im Mittelalter im 10. bis 13. Jahrhundert entwickelte sich die Siedlung weiter. Der älteste schriftliche Nachweis der heutigen Namensform findet sich in der Form „Adenkercka“ in einer päpstlichen Bulle vom 4. Oktober 1123.
Im 17. Jahrhundert erlebte die Region eine Zeit des Wohlstands, als die fruchtbaren heutigen Polderflächen trockengelegt wurden. Später folgte aber eine Folge von Seuchen und Katastrophen. In der Zeit der Herrschaft der Österreicher und der Zeit der Französischen Revolution wurde der Ort auch mehrmals von kriegerischen Auseinandersetzungen heimgesucht.
Auf Anregung von Kaiser Joseph II entstand in der Kerckepanne (auf der Höhe des aktuellen Veurnestraat) eine Fischersiedlung. Der neue Ortsteil De Panne wuchs durch die zunehmende Tourismus schneller als seine Muttersiedlung und wurde im Jahr 1911 eine unabhängige Gemeinde. Am 1. Januar 1977 wurde Adinkerke von seiner früheren Tochtergemeinde De Panne eingemeindet.

## Erster und Zweiter Weltkrieg, Kriegsgräber

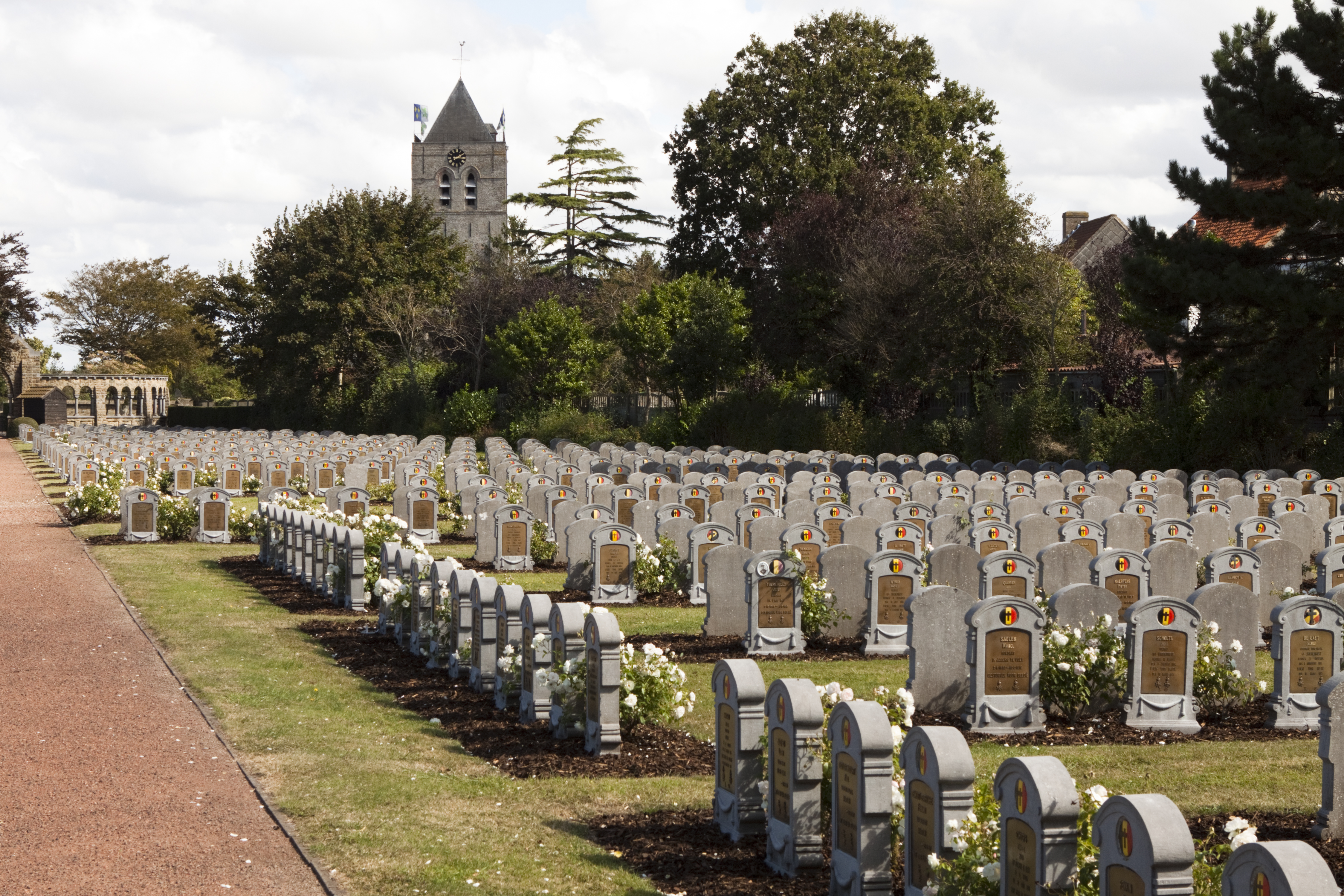
Belgische Kriegsgräber auf dem Kirchhof der Kirche von Adinkerke

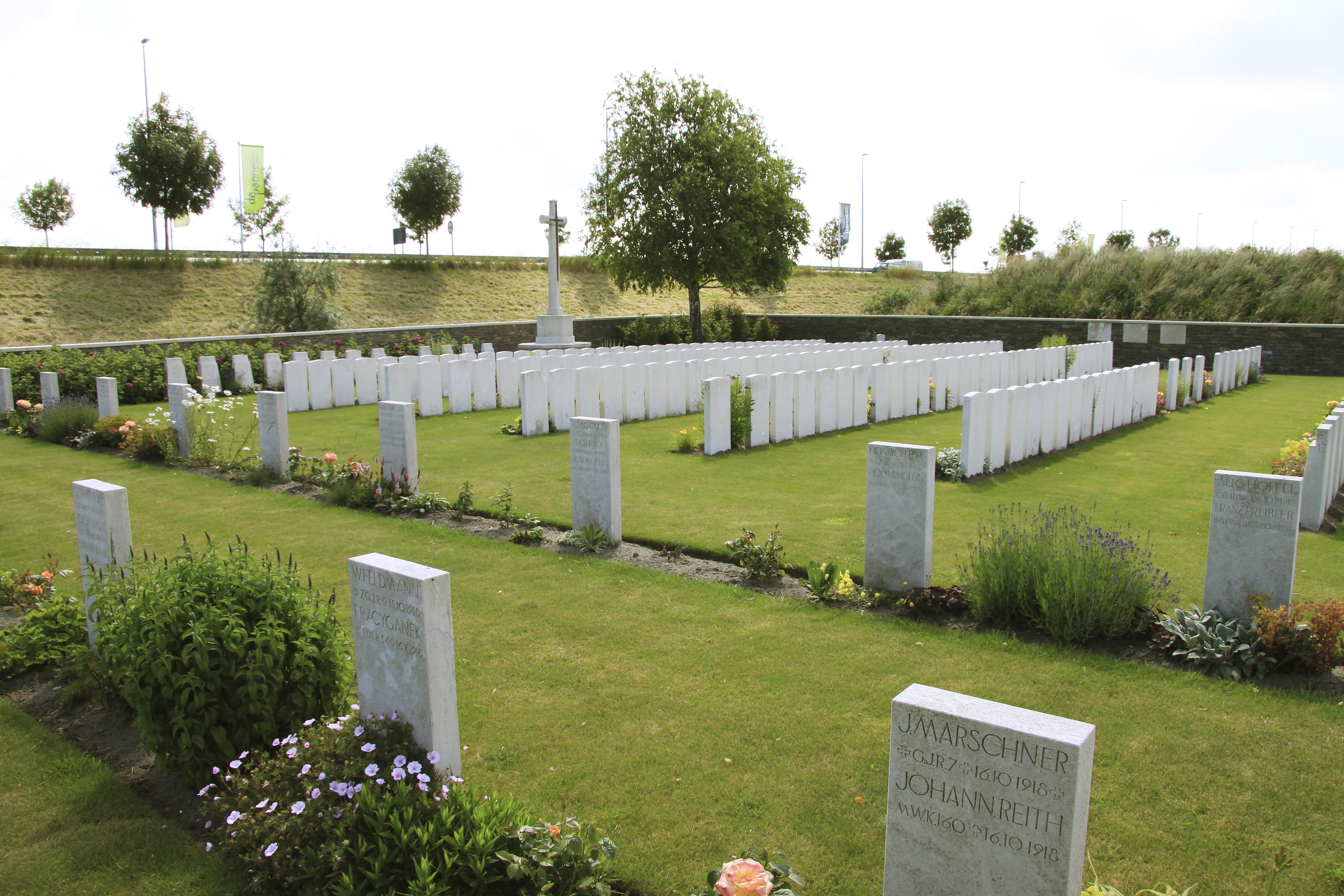
Kriegsgräberfriedhof in Adinkerke

Während des Ersten Weltkrieges bestanden Juni bis November 1917 in den nahe gelegenen Osthoekduinen zwei britische Feldlazarette, die 24th und 39th Casualty Clearing Stations, in Adinkerke selbst im Juni 1917 ein kanadisches Feldlazarett, die 1st Canadian Casualty Clearing Station. Die dort verstorbenen 168 Soldaten des Commonwealth wurden auf dem Kriegsgräberfriedhof neben der Kirche von Adinkerke begraben.
Weitere Tote, die ihre letzte Ruhe auf den beiden Friedhöfen für Kriegsgräber in Adinkerke fanden, gab es während des Zweiten Weltkrieges während des deutschen Angriffs auf Frankreich durch das eigentlich neutrale Belgien. Während des Rückzugs der mit Frankreich alliierten Briten auf das Gebiet um Dünkirchen fanden hier Abwehrkämpfe statt. Weitere Tote gab es durch abgeschossene Flugzeuge der britischen Luftflotte.